# Мира (Италия)
Вижте пояснителната страница за други значения на Мира.
Мѝра (на италиански и на венециански: Arcoa) е община в Северна Италия, провинция Венеция, регион Венето. Разположена е на 6 m надморска височина. Населението на общината е 38 779 души (към 2014 г.).
Административен център на общината е град Мира Тальо